# Sušenje
Sušenje (ili dehidracija) je uklanjanje kapljevine (npr. vode ili organskog otapala) iz tvari u kojima se ona nalazi u razmjerno malom udjelu. Pod sušenjem se u prvom redu razumije kao toplinsko uklanjanje vode (redovito prisutne kao vlaga) iz čvrstih tvari, kao vlažnoga materijala, radi dobivanja proizvoda u suhom i čvrstom stanju.
Potrebna se toplina materijalu može dovoditi prenošenjem, vođenjem ili zračenjem, te postavljanjem vlažnoga materijala u visokofrekventno elektromagnetsko polje (mikrovalno i dielektrično sušenje).
Plinovi se suše kondenzacijom ili prevođenjem preko čvrstih tvari ili kroz kapljevine koje vežu vodu (vapno, kalcijev klorid, aluminijev oksid, fosforni pentoksid, sumporna kiselina, silika-gel, molekularna sita).
Kapljevite tvari mogu se sušiti u dodiru s čvrstim tvarima koje vežu vodu ili s njom reagiraju dajući plin (npr. s kalcijevim karbidom).
Sušenje čvrstih tvari obično se pospješuje zagrijavanjem, osim kod sušenja sublimacijom, gdje se vlaga u tvari najprije smrzne, a zatim uklanja sublimacijom pod sniženim tlakom.
Prevođenje vlage u paru pri temperaturi nižoj od njezina vrelišta, uz odvođenje pare strujom nekoga plina, naziva se ishlapljivanjem, a isparavanje je sušenje pri atmosferskom ili sniženom tlaku uz prevođenje vlage u paru pri temperaturi koja odgovara njezinu vrelištu.
Čvrsta tvar može se sušiti prirodno – Sunčevom toplinom na zraku, ili uz dovođenje topline konvekcijom, kondukcijom, radijacijom ili dijatermijom.
Prilikom konvekcijskoga sušenja tvar se zagrijava strujom vrućega plina koji odnosi i paru. To je najčešće zrak, a ako se radi o zapaljivim i eksplozivnim tvarima, neki inertni plin, dimni plinovi i sl.

Pri kondukcijskom sušenju toplina se dovodi kroz zagrijanu plohu, dok se pri radijacijskom sušenju tvar zagrijava energijom koju prima elektromagnetskim zračenjem.

Za živežne namirnice sušenje je jedan od načina konzerviranja, a osjetljiv biološki materijal može se sušiti liofilizacijom.

### Sušenje uključuje
- Stabilizaciju (zagrijavanje, pri čem ishlapljuje mala količina površinske vlage, a temperatura površine materijala dostiže temperaturu mokroga termometra na higrometru),
- Stalnu brzinu sušenja ( vlaga se u materijalu linearno smanjuje, sve dok brzina dovođenja vlage iz unutrašnjosti materijala osigura potpuno mokru vanjsku površinu),
- Padajuću brzinu sušenja (traje do postizanja ravnotežnoga sadržaja vlage s okolinom).

## Trajanje sušenja
Trajanje sušenja ovisi o uvjetima, temperaturi i vlažnosti predmeta sušenja i okoline, te o prijenosu vlage kroz materijal (ovisnom o gradijentu tlaka, koncentraciji, temperaturnom gradijentu, difuziji i kapilarnom toku).

## Primjena
Sušenje se primjenjuje u laboratorijima i industriji (kemijska, prehrambena /za poljoprivredne proizvode i mesne prerađevine/, papirna, tekstilna, farmaceutska, drvna i dr.).

U prehrambenoj se industriji uklanjanjem vlage iz hrane (do sadržaja od najviše 10%) onemogućuje mikrobiološka aktivnost te odvajanje pojedinih biokemijskih i kemijskih reakcija, čime se produljuje njezina trajnost.

Osušena hrana ima manju masu i obujam pa je za pakiranje potrebno manje ambalaže, lakše se transportira, jednostavna je za uporabu, može se čuvati na sobnoj temperaturi, a hranjive tvari ostaju nepromijenjene. Takva hrana se ponajčešće konzervira na razne načine.